# 고려이궁지
고려이궁지는 인천광역시 강화군 화도면 흥왕리 404-1에 있다. 1986년 4월 1일 강화군의 향토유적 제13호로 지정되었다.

## 개요
이 궁지는 옛 고려시대 사찰인 흥왕사 인근에 자리잡고 있다. 고려 고종 46년(1259) 풍수 도참가 백승현의 진언에 의하여 건립되었다고 전한다. 이 궁은 왕이 거동할 때 임시로 머물던 별궁으로서 역대 고려 왕조는 특히 풍수지리설에 의하여 많은 이궁을 건립하였다고 전한다.
건물은 멸실되고 페허화되어 터만 남아 있으며 현재는 축대 일부와 주초석이 남아있다. 